# 1997年西亞運動會
1997年西亚运动会于1997年11月19日至28日在 伊朗首都德黑兰举办，也是現代首屆西亚运动会，来自10个国家的约850名运动员组成的236只参赛队参加了总共15个大项的比赛。
参赛队来自10个国家，包括伊朗、约旦、科威特、黎巴嫩、卡塔尔、叙利亚、吉尔吉斯斯坦、塔吉克斯坦、土库曼斯坦和也门。
正视比赛项目包括：田径、水上项目、羽毛球、篮球、拳击、击剑、足球、柔道、空手道、射击、乒乓球、跆拳道、网球、举重和摔跤。本次运动会未设女子项目。